# 32-es busz (Budapest)
A budapesti 32-es jelzésű autóbusz az Örs vezér tere metró- és HÉV-állomás és a Göncz Árpád városközpont metróállomás között közlekedik. A viszonylatot a Budapesti Közlekedési Zrt. üzemelteti. A viszonylat érinti többek között az Örs vezér terén az M2-es metrót, illetve a H8-as és H9-es HÉV-et, a Göncz Árpád városközpont végállomásán pedig az M3-as metrót, valamint az Árpád híd autóbusz-állomást is.

## Története
1948. november 22-én indult 32-es jelzéssel autóbuszjárat a kőbányai Zalka Máté tér (ma: Liget tér) és az angyalföldi Dagály utca között. Az 1950-es évek elején a Frangepán utcára változott Dagály utcai végállomás. Az évtized végén 32A jelzéssel indult betétjárat a Zalka Máté tér és az Erzsébet királyné útja között.
1970. november 22-étől a 32A jelű járat a Kacsóh Pongrác út és Zalka Máté tér között közlekedett, és ekkor egy másik, 32B jelzésű járat is indult a Kacsóh Pongrác út és a Fogarasi út között. Később ezek a betétjáratok megszűntek.
1972. február 14-től 132-es jelzéssel gyorsjárat is indult a 32-es alapjárat mellett, ugyanazon a Zalka Máté tér – Frangepán utca viszonylaton. Újpalotára is indult egy gyorsjárat 1975. március 17-én 132Y jelzéssel, Zalka Máté tér – Újpalota, Felszabadulás útja (Nyírpalota út) viszonylaton. 1977. január 1-jén a 132-es busz 32-es, a 132Y busz 132-es jelzést kapott.
1984. november 6-ától a M3-as metró Élmunkás tér (ma: Lehel tér) – Árpád híd (ma: Göncz Árpád városközpont) szakaszának átadása után a 32-es és a 32-es új végállomása az Árpád híd metróállomás lett. 1990 decemberében a Zalka Máté tér nevet felváltotta a Kőbánya, városközpont elnevezés. 1995. június 12-étől megszűnt az Újpalotára járó 132-es buszjárat.
2001. október 3-án az Örs vezér terén a 13-as és a 63-as villamosvonal összevonásával létrejött a 3-as villamos, amely a későbbiekben befolyásolta a 32-es járatok útvonalát.
2002. május 22-étől a Hungária körút, Róbert Károly körút kereszteződésénél lévő felüljáró felújítása miatt a 32-es buszok rövidebb útvonalon, a Kőbánya, városközpont és a Mexikói út között közlekedtek. Még ebben az évben július 13-tól szüneteltették a 32-es buszok közlekedését.
2003. június 16-ától a 32-es járat jelzése 132-esre változott, az alap 32-es járat kőbányai végállomását Kőbánya, városközponttól az Örs vezér terére helyezték át.
2006. október 1-jén megszűnt a 132-es járat, a vele párhuzamosan haladó 3-as és 62-es villamosok vették át a szerepét.
2019. június 15-étől Angyalföld felé érinti a 74-es trolibusz Szőnyi út és Teleki Blanka utca megállóhelyeit is.
2022. január 8-ától hétvégente és ünnepnapokon, valamint 2024. február 12-étől munkanapokon 20 óra után az autóbuszokra kizárólag az első ajtón lehet felszállni, ahol a járművezető ellenőrzi az utazási jogosultságot.

## Útvonala
| Örs vezér tere felé |
| Göncz Árpád városközpont M vá. – Váci út – Fáy utca – Röppentyű utca – Petneházy utca – Béke utca – Szegedi út – Reitter Ferenc utca – Mór utca – Szent László út – Vágány utca – felüljáró – Hungária körút – Kacsóh Pongrác út – Nagy Lajos király útja – Fehér út – Örs vezér tere M+H vá. |
| Göncz Árpád városközpont felé |
| Örs vezér tere M+H vá. – Fehér út – Nagy Lajos király útja – felüljáró – Ógyalla utca – Ógyalla köz – Szőnyi út – Kacsóh Pongrác út – – Hungária körút – felüljáró – Reitter Ferenc utca – Szegedi út – Gömb utca – Pap Károly utca – Róbert Károly körút – Göncz Árpád városközpont M vá.    |

## Megállóhelyei
| 0  | Göncz Árpád városközpont M végállomás | 30 | 26, 34, 106, 120 79 1, 1A 800, 815, 820, 821, 830, 832, 840, 848 | Volánbusz-állomás, Metróállomás, Autóbusz-állomás                                             |
| 1  | Forgách utca M                        | ∫  | | Metróállomás                                                                                  |
| 2  | Frangepán utca                        | ∫  | 120 |                                                                                               |
| 3  | Pap Károly utca                       | ∫  | 120 |                                                                                               |
| 5  | Béke utca                             | ∫  | |                                                                                               |
| ∫  | Honvédkórház                          | 28 | 120 1, 1A | Honvéd kórház                                                                                 |
| ∫  | Hajdú utca                            | 26 | |                                                                                               |
| 8  | Béke tér                              | 24 | 105, 210, 210B 14 |                                                                                               |
| 9  | Szegedi út                            | 23 | 20E, 30, 30A, 230 S70 G70 S71 S72 Z72 (Rákosrendező) |                                                                                               |
| 11 | Vágány utca / Róbert Károly körút     | 21 | 20E, 30, 30A, 105, 210, 210B, 230 1, 1A |                                                                                               |
| 14 | Amerikai út (Mexikói út M)            | 18 | 25, 225 74, 81, 82 3, 69 | Metróállomás                                                                                  |
| ∫  | Teleki Blanka utca                    | 17 | 25 74, 81 S70 G70 S71 S72 Z72 (Rákosrendező) |                                                                                               |
| ∫  | Szőnyi út                             | 16 | 25 74, 81 |                                                                                               |
| 16 | Kassai tér                            | 14 | 25 74, 81, 82 |                                                                                               |
| 18 | Nagy Lajos király útja / Czobor utca  | 13 | 5 82, 82A 3, 62, 62A, 69 |                                                                                               |
| 19 | Kerékgyártó utca                      | 11 | 3, 62, 62A |                                                                                               |
| 21 | Bosnyák tér                           | 9  | 7, 7E, 8E, 108E, 110, 112, 124, 133E, 277 3, 62, 62A | Piac, Autóbusz-állomás                                                                        |
| 22 | Szugló utca / Nagy Lajos király útja  | 7  | 82, 82A 3, 62, 62A |                                                                                               |
| 24 | Egressy tér                           | 6  | 77 3, 62, 62A |                                                                                               |
| 25 | Jeszenák János utca                   | 4  | 3, 62, 62A |                                                                                               |
| 26 | Pongrátz Gergely tér                  | 3  | 130 80 3, 62, 62A |                                                                                               |
| 28 | Bánki Donát utca (↓) Tihamér utca (↑) | 2  | 3, 62, 62A |                                                                                               |
| ∫  | Örs vezér tere M+H                    | 1  | 31, 44, 45, 131, 144, 174, 231, 244 80, 81, 82, 82A 3, 62, 62A 419 | HÉV-állomás, Autóbusz-állomás, SUGÁR Üzletközpont, Árkád bevásárlóközpont                     |
| 30 | Örs vezér tere M+H végállomás         | 0  | 10, 31, 44, 45, 67, 85, 85E, 97E, 131, 144, 161, 161A, 161E, 168E, 169E, 174, 176E, 231, 244, 276E, 277 80, 81, 82, 82A 3, 62, 62A 410, 419, 430, 440, 441, 484, 485, 486, 505, 508, 509, 510 1040, 1049, 1070, 1075, 1077, 1078 | Metróállomás, Autóbusz-állomás, Volánbusz-állomás, Sugár üzletközpont, Árkád bevásárlóközpont |